# VESA BIOS Extensions
VESA BIOS Extensions (VBE) — розширення BIOS в стандарті VESA, додаткові функції відео-BIOS відеокарти по відношенню до стандартного відео-BIOS для VGA, що дозволяють вимагати у адаптера список підтримуваних відеорежимів та їх параметрів (дозвіл, кольоровість, способи адресації, розгортка тощо) і змінювати ці параметри для узгодження адаптера з конкретним монітором.
Власне, VBE є стандартом програмного інтерфейсу з VESA-сумісними картами — при роботі через відео-BIOS він дозволяє обійтися без спеціалізованого драйверу карти.